# Bodaczki
Bodaczki [pronunciación en polaco: /bɔˈdat͡ʂki/] es un pueblo ubicado en el distrito administrativo de Gmina Boćki, dentro del Condado de Bielsk, Voivodato de Podlaquia, en el norte de Polonia oriental. Se encuentra aproximadamente a 6 kilómetros al noroeste de Boćki, a 18 kilómetros al suroeste de Bielsk Podlaski, y a 50 kilómetros al sur de la capital regional Białystok.
El pueblo tiene una población de 150 habitantes.